# Yabisi guaba
Yabisi guaba là một loài nhện trong họ Hersiliidae. Chúng được miêu tả năm 2004 bởi Rheims & Antonio D. Brescovit.